# José de Garnica
José de Garnica y Díaz (Mataró, 1841-Madrid, 1902) fue un político y jurista español, diputado por Cabuérniga en las Cortes de la Restauración.

## Biografía
Nació en 1841 en la localidad barcelonesa de Mataró, en una familia con ascendencia montañesa: era hijo de Pantaleón de Garnica y Herrera, con origen familiar en Bárcena de Cicero y Miengo, y de Paulina Díaz, natural de la localidad madrileña de Carabaña. Criado en Cantabria, estudió en Madrid la carrera de Derecho y ejerció como abogado uno o dos años, además de ejercer como promotor fiscal y juez. Un tiempo después fue nombrado magistrado de la Audiencia de Albacete y de esta pasó de nuevo a la de Madrid. En el momento de su deceso era presidente de sala del Tribunal Supremo. Vocal y presidente de la Comisión general de Códigos, fue elegidos varias veces diputado a Cortes por el distrito cántabro de Cabuérniga. Figuró siempre en el partido liberal junto a Eugenio Montero Ríos, de quien era amigo. También fue subsecretario de Gracia y Justicia y vocal en 1898 de la comisión de paz enviada para negociar el Tratado de París, tras la derrota española en Cuba y Filipinas. Falleció el 10 de enero de 1902 en Madrid. Estuvo casado con Adela Echevarría y fue padre de Mercedes, Adela, Guillermo, Ana María, Josefa, Isidro y Pablo Garnica y Echevarría.